# El corte (película)
El corte es una película filmada en colores de  Argentina dirigida por Regina Braunstein y Agustina González Bonorino sobre su propio guion escrito en colaboración con Helena Braunstein protagonizada por Paloma Contreras, Nicolás Gold, Nicolás Mateo y Roxana Berco que se estrenó el 24 de mayo de 2018. El filme fue presentado como tesis de grado en la carrera de Diseño de Imagen y Sonido antes de su estreno comercial.

## Sinopsis
Tres historias que se desarrollan en la zona suburbana al Sur de Buenos Aires mientras, con un calor agobiante, un corte del servicio de electricidad provoca la falta de agua y el desabastecimiento de comercios:  un joven que al retornar a la casa de su niñez infancia encuentra una realidad que no conocía; un hombre que queda apresado por la violencia y la paranoia bajo la mirada de su hijo y dos hermanos que tratan de sobrellevar sus problemas económicos.

## Reparto
Intervinieron en el filme los siguientes intérpretes:
- Paloma Contreras
- Nicolás Gold
- Nicolás Mateo
- Roxana Berco
- Isaac Eisen
- Esteban Meloni
- Aldo Onofri
- Mateo Pona Silos

## Comentarios
Ezequiel Boetti en el sitio web otroscines.com opinó:

”La acción se sitúa en la zona de Quilmes, en medio del caos desatado por la falta de agua y el desabastecimiento de los comercios. En ese contexto de desamparo y ausencia estatal se desarrollan tres historias que irán acercándose a un punto común a medida que avance el metraje. Deudoras del cine de John Carpenter, Braunstein y González Bonorino muestran el progresivo desgajamiento de ese orden mediante una amenaza -invisible pero concreta- que se ciñe sobre ese grupo protagónico…A todos ellos se observa sin juzgar. El resultado es un efectivo thriller de tintes sociales en el que incomodidad y la sensación de estallido inminente está a la orden del día.”